# M-Beutel
Ein M-Beutel war eine Versandart der Post. Sie wurde vorwiegend genutzt, um eine große Menge Sendungen an einen einzelnen Empfänger zur selben Anschrift zu senden. Meist handelte es sich dabei um Presseartikel wie Zeitungen, Zeitschriften, Landkarten oder gebundene Bücher. Ein M-Beutel wurde pro angefangenem Kilogramm berechnet, durfte in Deutschland jedoch höchstens ein Gewicht von 30 kg haben.
Die Deutsche Post stellte den Versand von M-Beuteln zum 1. Januar 2022 ein.